# 岡田有希子
岡田有希子（日语：／ Okada Yukiko，1967年8月22日—1986年4月8日），本名佐藤佳代（日语：／ Kayo Satō），是1980年代的日本女性偶像藝人，所屬經紀公司為Sun Music。出生於名古屋，曾就讀名古屋市立向陽高等學校，後來畢業於堀越高等學校。身高155公分，體重42公斤，血型O型。她最初的宣傳語為「從最愛國家而來的小公主」，後來改為「現在到永遠，都要在一起」。

## 生平

### 開場
她是1983年第46屆「明星誕生！」的冠軍，1984年，她得到日本唱片大獎的最優秀新人獎。暱稱「Yukko」。

### 出道前
她本人相當憧憬成為一位藝人，卻遭到雙親強烈的反對。但因為她對於進入演藝圈有強烈的欲望，於是雙親跟她約法三章（不過她認為這叫讓她放棄的理由）：「在學校考試第一名」、「在中部統一考試考到前五名」、「通過第一志願高校的考試(名古屋市立向陽高等学校)」。但是，她竟然達成了這三個困難的條件，並參加明星誕生的試鏡。附帶一提，當時有本偶像雜誌做了一個「公開以前在校成績」的企畫，岡田自己的成績在五等當中是屬於最高的。

### 出道以後到過世前的要事
1984年她得到音樂最優秀新人獎，但是實際上她從1984年春天一直到1985年結束，都沒有因此受惠。原因是當時幫有希子製作單曲的竹內瑪麗亞與尾崎亞美已經先為比她更早出道的松田聖子、早見優、堀智榮美等人製作符合她們個性且以夏天為主題的歌曲；其次是因為她們對有希子是高材生的印象強烈，寫出的歌詞適合高音的歌手，而有希子的嗓音卻是低沉的，以致於有不協調的感覺。歌詞的簡樸且與她個性不合，更破壞了她的魅力。與她同日（1984年4月21日）出道的菊池桃子與第二年（1985年）出道的小貓俱樂部，因為有當時被認為是新人類文化人的作詞家秋元康幫她們寫歌，在作詞上為她們量身訂做適合的歌詞，讓她們頗有人氣。
在有希子出道後活躍於第一線的同時，還有早在1980年時先她出道的松田聖子、田原俊彥、近藤真彥、河合奈保子、柏原芳惠以及花之82年組（中森明菜、小泉今日子等）等人已達到全盛期，當時可以說是偶像們的激戰與飽和時期。
1986年初，當時由她的製作公司與歌迷間流傳說她被定位為歌手，而後在同年春天，又謠傳製作公司要讓她改走女演員路線。1986年初發行的單曲「紅唇網路」是她首次大熱賣的歌曲，這首歌的歌詞是當時與有希子同一間經紀公司的前輩松田聖子因為與演員神田正輝結婚而停止演藝工作時寫的歌詞，被認為「只是讓有希子代替聖子演唱並拷貝聖子的歌詞」。

### 自殺前一週到自殺時發生的事
- 4月3日：與她的朋友，即當時也身為偶像藝人的石野陽子在東京某個地方觀賞電影《紅伶劫》（當天在澀谷公會堂有公演）。
- 4月4日：她由出道的時候住在製作公司社長位於成城的住宅，搬到南青山的公寓獨居。本日在製作公司的辦公室進行唱歌與跳舞的課程（這時有被拍攝到）。
- 4月5日：在涉谷公會堂進行Heart Jack公演。
- 4月6日：由於在名古屋有Heart Jack公演的關係，由東京搭新幹線到名古屋，跟她搭上同一班列車的有當時還沒有名氣、仍在落語家時期的藝人伊集院光表示曾見過有希子（後來她回名古屋的家裡去，這是她與她家人最後一次見面。當天她搭乘晚上20:53由名古屋至東京的新幹線列車）。
- 4月7日：晚上七點在澀神殿出席電影《洛基4：天下無敵》試映會，這是她最後一次公開露面（出自2002年由寶島社發行的「100萬人選出的熱門偶像」）。

### 自殺後發生的事

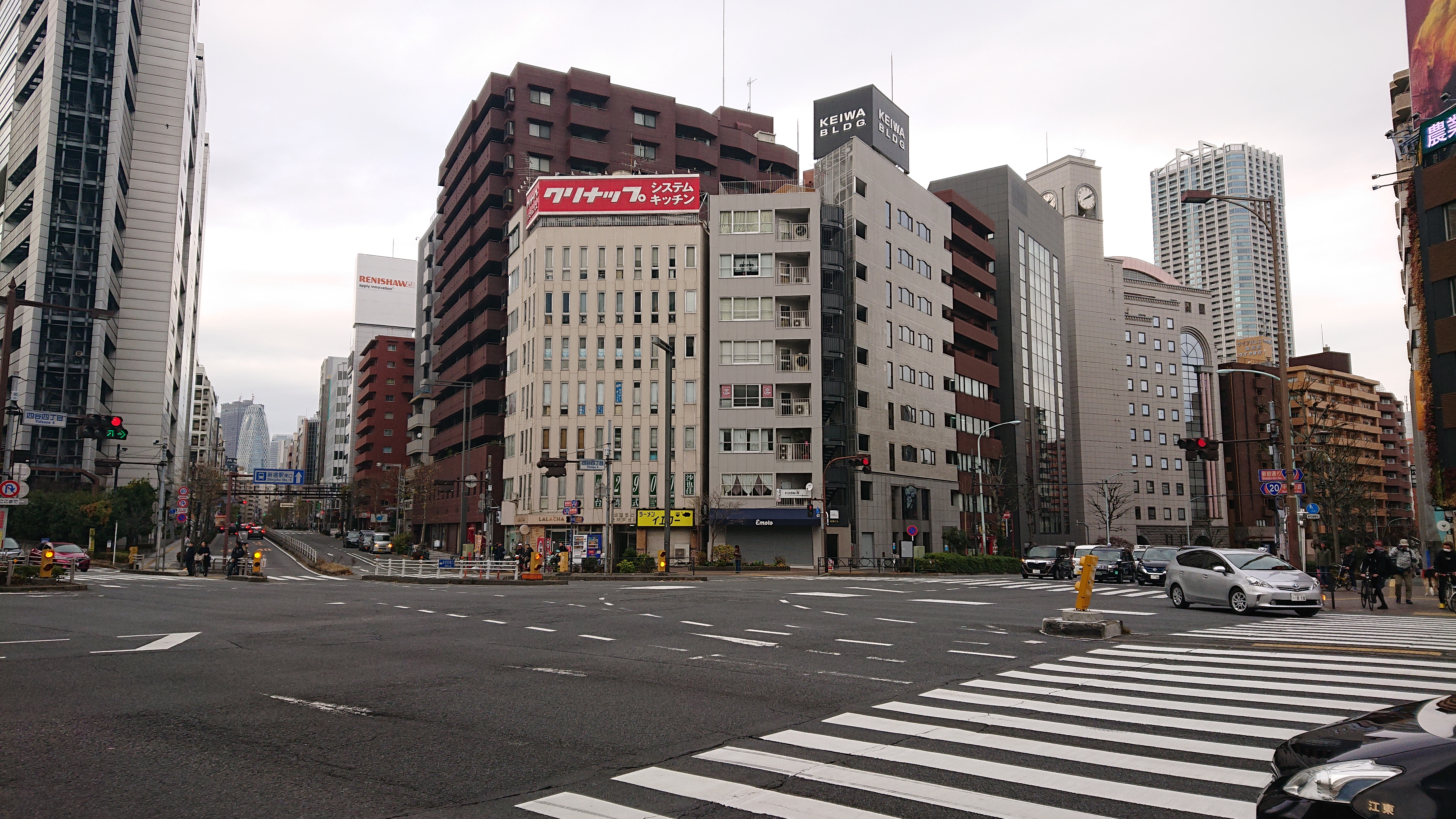
事发地新宿区四谷四丁目,对面红色牌匾的建筑物即Sun Music事务所当时所在的大木户大厦

1986年4月8日早上十點，岡田有希子在東京住所以割脈和瓦斯自殺未遂，被送醫2小時後出院前往自己唱片公司所在的大木戶大樓，於中午12點15分從7樓跳樓自殺，年僅18歲。自殺原因至今仍然是一個謎，但以被演員峰岸徹（1943年7月17日～2008年10月11日）拒绝表白的說法最為有力（她自殺後，峰岸徹特地開了記者會），接著在網路上也有她與演員神田正輝戀愛的謠言傳出。同時也有傳說她是追隨前一天（4月7日）意外身亡的賽車手萩原光而死。
而當年因為她的自殺個案引發起了一股自殺潮，接連發生青少年連鎖自殺的案子，被稱為「有希子症候群」，當時的日本國會也注意並討論此一事件。這股自殺潮也驚動了社會輿論向日本媒體施壓，要求不要再過度報導藝人自殺事件，避免青少年效仿，這股風氣才逐漸結束。
在她自殺的同時，週刊雜誌在另外的篇幅也介紹了當時還默默無名的女星鈴木保奈美、山口智子與麻木久仁子。
兩天後的1986年4月10日，在TBS電視台『The Best Ten』（現場直播）的結尾，黑柳徹子安慰那些意氣消沉的歌迷，提醒他們不要跟隨自殺。當天同時出演的中森明菜因為很突然的得知有希子死訊而當場哭出來。
ORICON4月28日号编排了悼念专刊。

### 善後
岡田有希子火化後，骨灰埋葬在日本愛知縣海部郡佐屋町成滿寺，並取法名侑樂院釋尼佳朋。每年4月8日，即岡田自殺之日更被定名為佳櫻忌，都吸引著上萬名岡田迷前來弔唁、紀念。

### 有希子的遺書之謎
有希子的遺書，現在保存在Sun Music的辦公室金庫裡。不僅與有希子血緣親近的家人沒看過，連公司的社長相澤秀禎（1930年1月20日─2013年5月24日）於逝世前似乎也沒有看過。據說，在文章裡寫到了某位藝人的名字。
在岡田有希子母親所著「愛をください 母の手記」裡，提到她看過所謂的遺書，是在岡田有希子進行火葬儀式場所的停車場由有希子父親出示給她看，是有著可愛花樣的信箋兩張。她不認為那是遺書，但是峰岸徹的名字確實出現在其中，寫著：喜歡峰岸先生「原文：峰岸さんが好きだった、と」。其母認為那只是有希子隨手寫上類似詩或心情筆記的紙條。

### 因有希子自殺而化為幻影的企畫
以下是因有希子自殺而成為幻影的公演、單曲發售、電視演出包括： 
- 1986年4月12日：愛知縣豐橋市音樂會改由同公司的早見優來代替演出。
- 1986年4月13日：鶴岡市民文化會館的「Heart Jack」中止。
- 1986年5月2日：大阪厚生年金會館的「Heart Jack」中止。
- 1986年5月5日：讀賣樂園的演唱會中止。
- 1986年5月25日：豐橋勤勞福祉會館的「Heart Jack」中止。
- 「花之印象」：有希子的夢幻單曲(預定在1986年5月14日發行)。因為有希子自殺而停止販賣，因此聞名於世間。但是後來在夢幻發行日那天過了約十二年又十個月後的1999年3月17日，在當天發行的『有希子』唱片「MEMORIAL BOX」內收錄了「花之印象」。
- 「繼母與繼女！ 離家出走千金小姐的課外教學」：1986年由渡邊典子主演的單元劇，因為有希子自殺而讓典子代替演出。
- 總計4項活動中止、1首歌延後發行、2個品項被迫由其他藝人接替。

此外，有说法称堀智荣美1986年的单曲《最棒的假日》本是提供给冈田有希子的，但是由于她的自杀不得不由其他人代替，但负责作曲的尾崎亚美在2016年7月2日播出的东海电台的采访中确认为谣言。

## 音樂作品

### 單曲
| # | 發行日期      | 標題                                  | c/w曲                                  | Oricon最高名次 | 附註 |
| - | ------------- | ------------------------------------- | -------------------------------------- | -------------- | --- |
| 1 | 1984年4月21日 | 第一次约会（ファースト・デイト）                        | 微風是薄荷（そよ風はペパーミント）                         | 20             | 固力果協同乳業「咖啡果凍」廣告歌曲                                                                                       |
| 2 | 1984年7月18日 | 小公主（リトルプリンセス）                            | 戀愛加倍（恋のダブルス）                           | 14             | |
| 3 | 1984年9月21日 | -Dreaming Girl- 戀愛、初次見面（-Dreaming Girl- 恋、はじめまして）    | 異想天開Teenage Love（気まぐれTeenage Love）               | 7              | 江崎固力果「Cecil巧克力」廣告歌曲                                                                                        |
| 4 | 1985年1月16日 | 只有兩個人的儀式（二人だけのセレモニー）                  | PRIVATE RED                            | 4              | 東芝「Let's chat」廣告歌曲                                                                                               |
| 5 | 1985年4月17日 | Summer Beach                          | 星、夜和戀人們（星と夜と恋人たち）                     | 5              | 固力果協同乳業「咖啡果凍」廣告歌曲                                                                                       |
| 6 | 1985年7月17日 | 悲傷的感覺（哀しい予感）                        | 戀人們的日曆（恋人たちのカレンダー）                       | 7              | 週一Drama Land《かぐや姫・とんで初体験?!》（1985年7月1日放送、富士電視台）主題曲                                         |
| 7 | 1985年10月5日 | Love Fair                             | 兩個人的藍色火車（二人のブルー・トレイン）                   | 5              | 江崎固力果「Cecil巧克力」廣告歌曲                                                                                        |
| 8 | 1986年1月29日 | 嘴唇Network（くちびるNetwork）                       | 戀愛的練習曲（恋のエチュード）                       | 1              | Kanebo化粧品「レディ80BIO カラーネットワーク」「86年春のバザール」廣告歌曲                                               |
| - | 發行中止      | 花之印象（花のイマージュ）                          | 秘密的交響樂（秘密のシンフォニー）                       | N/A            | 原定於1986年5月14日發售，因岡田有希子自殺而中止發行。其後收錄在1999年3月17日發售的專輯《回憶BOX》（メモリアルBOX）之內。 |
| 9 | 2002年12月4日 | Believe In You (2003 Strings Version) | Believe In You (1984 Original Version) | 63             | 身後發行 |

### 專輯

#### 原創專輯
| # | 發行日期                                         | 標題             | Oricon最高名次 | 附註 |
| - | ------------------------------------------------ | ---------------- | -------------- | ---- |
| 1 | 1984年9月5日（LP, Casette） 1984年12月21日（CD） | 灰姑娘（シンデレラ）       | 7              |      |
| 2 | 1985年3月21日                                    | FAIRY            | 2              |      |
| 3 | 1985年9月18日                                    | 十月的美人魚（十月の人魚） | 4              |      |
| 4 | 1986年3月21日                                    | 維納斯的誕生（ヴィーナス誕生） | 5              |      |

#### 精選專輯
| # | 發行日期                                          | 標題                            | Oricon最高名次 | 附註 |
| - | ------------------------------------------------- | ------------------------------- | -------------- | --- |
| 1 | 1984年11月28日                                    | 禮物（贈りもの）                        |                | |
| 2 | 1985年12月5日（LP, Casette） 1985年12月15日（CD） | 禮物II（贈りものII）                      |                | |
| 3 | 2002年5月15日                                     | ALL SONGS REQUEST               |                | 2002年3月1日至3月31日，於波麗佳音網站進行投票，選出15首最受歡迎的歌曲，再加上〈只有兩個人的儀式（Single Version）〉和〈戀愛的練習曲〉兩首。 |
| 4 | 2012年11月21日                                    | The Premium Best 岡田有希子（ザ・プレミアムベスト 岡田有希子） | 139            | |
| 5 | 2014年7月30日                                     | Golden☆Idol 岡田有希子（ゴールデン☆アイドル 岡田有希子）      | 79             | |
| 6 | 2019年10月16日                                    |                                 | 13             | 收錄了竹內瑪莉亞寫給岡田有希子的11首歌曲（2首僅作詞、其餘9首包辦詞曲）                                                                      |

#### CD-BOX
| # | 發行日期       | 標題                             | Oricon最高名次 | 附註 |
| - | -------------- | -------------------------------- | -------------- | --- |
| 1 | 1999年3月17日  | Memorial BOX（）                 |                | 4CD 套裝，包括精選專輯《禮物》、《禮物II》、原創專輯《維納斯的誕生》、以及原定於1986年5月14日發售的單曲《花之印象》                                                                                      |
| 2 | 2002年12月18日 | 禮物III 岡田有希子CD/DVD-BOX（） | 59             | 6CD+1DVD 套裝，包括《灰姑娘 Plus》、《FAIRY Plus》、《十月旳美人魚 Plus》、《維納斯的誕生 Plus》、《OTAKARA Maxi Single》、《ALL SONGS REQUEST Original Karaoke》、DVD-Video《YUKKO PV & CM COLLECTION》 |

## 改編為中文之作品
| 原曲        | 改編歌手 | 改編歌名   | 改編語言 | 收錄專輯             |
| ----------- | -------- | ---------- | -------- | -------------------- |
|             | 伊能靜   | 初戀       | 國語     | 有我有你（1987年）   |
|             | 莫艷儀   | 一切都為愛 | 粵語     | 青春三人組（1986年） |
| PRIVATE RED | 莫艷儀   | 不要問我   | 粵語     | 青春三人組（1986年） |

## 演出

### 電視劇
- 中學生日記（1983年、NHK名古屋放送局）：在以歌手出道前，曾在這個節目飾演過喬伊一角。
- 『ヤンヤン歌うスタジオ』内の5分枠ドラマ （東京電視台）
  - マッチの青春叛逆児（アウトロー） PART2 （1983年）
  - マッチの青春スクランブル PART1 - PART2 （1984年 - 1985年）
- 真田太平記（1985年、NHK）
- 輝夜姬、飛翔的初次體驗？！（1985年、富士電視台）：月曜電視劇樂園的單元劇，與生前為對手的小貓俱樂部成員之一的福永惠規（日语：福永恵規）合演。
- 禁忌的麻里子（1985年-1986年、TBS）：因為與峰岸徹（日语：峰岸徹）合演而傳出交往的緋聞。有希子自殺後，這部戲很長時間沒有重播過，直到1989年2月才在地方頻道重新播放。

### 綜藝節目
- ヤンヤン歌うスタジオ （1983年 - 1986年、東京電視台）
- カックラキン大放送!! （1985年 - 1986年、日本電視台）

### 電台
- とびだせ!ポップシティ（1983年10月16日 - 1984年3月25日、日本放送）
- サトミ・ヒトミ・ユキコの何かいいことないか仔猫ちゃん（1983年10月16日 - 1984年3月9日、MBS電台）
- 百万人の英語（1984年2月9日、文化放送）
- 奈美子・有希子・小緒里のドキドキラジオ（1984年4月9日 - 1985年10月7日、東海廣播放送（日语：東海ラジオ放送）他）
- ちょっとおあずけ（1984年10月8日 - 1985年10月7日、日本放送）
  - 多くの投稿を紹介したい岡田の希望により、コーナーは設けられていない。アイドルがパーソナリティを務める番組には珍しく、楽曲選定も岡田自身が全て行なっている。
- 夜遊びしナイト!（中途より最終回まで「有希子・章子・麻里（日语：水谷麻里）の―」1985年10月13日 - 1986年4月6日、日本放送系[3]）

### 音樂錄像
- Yukiko in SWISS (1985) (Pony Canyon)
- Memories of Switzerland (1985) (Pony Canyon)

### DVD
- Memories in Switzerland (2002) (Pony Canyon) - 上述兩支音樂錄像的二合一。

## 獲獎紀錄
- 1984年7月：日本有線大獎・上半期 有線新人獎
- 1984年7月：第3回Megalopolis歌謠祭 最優秀新人鑽石獎（與吉川晃司一同獲獎）
- 1984年9月：第10回日本電視台音樂祭（日语：日本テレビ音楽祭） 最優秀新人獎（與吉川晃司一同獲獎）
- 1984年9月：ABC Young歌謠大獎'84 新人Grand Prix（日语：ヤング歌謡大賞・新人グランプリ） - Grand Prix
- 1984年10月：第14回銀座音樂祭（日语：銀座音楽祭） Grand Prix
- 1984年10月：第17回新宿音樂祭（日语：新宿音楽祭） 金獎（與吉川晃司一同獲獎）
- 1984年10月：第11回橫濱音樂祭（日语：横浜音楽祭） 新人特別獎
- 1984年10月：第10回あなたが選ぶ全日本歌謠音樂祭 最優秀新人獎（與吉川晃司一同獲獎[4]）
- 1984年11月：第15回日本歌謠大獎（日语：日本歌謡大賞） 優秀放送音樂新人獎（與吉川晃司一同獲獎）
- 1984年12月：日本有線大獎 有線新人獎
- 1984年12月：全日本有線放送大獎 新人獎
- 1984年12月：第11回FNS歌謠祭 最優秀新人獎
- 1984年12月：FM東京Listener Grand Prix（日语：JFNリスナーズアウォード） 5月期月間Grand Prix
- 1984年12月：第26回日本唱片大獎 最優秀新人獎 - 
- 1985年2月：第22回金箭獎（日语：ゴールデン・アロー賞） 音樂新人獎
- 1985年8月：第11回日本電視台音樂祭 金鳩獎
- 1985年10月：第11回あなたが選ぶ全日本歌謠音樂祭 金獎
- 1985年12月：第12回FNS歌謠祭 優秀歌唱音樂獎

## 關聯項目
- 名古屋市

## 外部連結
- 岡田有希子情報基地 （页面存档备份，存于）
- 【岡田有希子についての詳細】
- 岡田有希子とかのんのページ （页面存档备份，存于）
- YKIKO NO OHEYA
- ファンサイト （页面存档备份，存于）
- YukikoOkada
- 成満寺
- Memories of Yukiko （页面存档备份，存于）